# Collegio di South Devon
South Devon è un collegio elettorale inglese situato nel Devon e rappresentato alla camera dei Comuni del parlamento del Regno Unito. Elegge un membro del parlamento con il sistema maggioritario a turno unico; l'attuale parlamentare è Caroline Voaden dei Liberal Democratici, che rappresenta il collegio dal 2024. 

## Estensione
- 1832-1868: le centine di Axminster, Clyston, Colyton, Ottery St. Mary, East Budleigh, Lifton, Exminster, Teignbridge, Haytor, Coleridge, Stanborough, Ermington, Plympton, Roborough, Tavistock ed Exeter Castle, e parti della centina di Wonford non comprese nella città di Exeter;[1]
- 1868-1885: le centine di Black Torrington, Ermington, Lifton, Plympton, Roborough, Stanborough and Coleridge e Tavistock;[2]
- dal 2024: i ward del distretto di South Hams di Allington and Strete; Blackawton and Stoke Fleming; Charterlands; Dartington and Staverton; Dartmouth and East Dart; Kingsbridge; Loddiswell and Aveton Gifford; Marldon and Littlehempston; Salcombe and Thurlestone; South Brent; Stokenham; Totnes e West Dart e i ward del borgo di Torbay di Churston with Galmpton; Collaton St. Mary; Furzeham with Summercombe; King’s Ash e St. Peter’s with St. Mary’s.[3]

## Membri del parlamento

### Dal 1832 al 1885
| Elezione | Elezione              | Elezione                  | Primo deputato    | Partito          | Secondo deputato     | Partito          |
| -------- | --------------------- | ------------------------- | ----------------- | ---------------- | -------------------- | ---------------- |
|          |                       | 1832                      | Lord John Russell | Whigs            | John Crocker Bulteel | Whigs            |
|          | 1835                  | Sir John Yarde-Buller, Bt | Lord John Russell | Whigs            | Conservatore         |                  |
|          | Mag 1835 (S)          | Sir John Yarde-Buller, Bt | Montague Parker   | Conservatore     | Conservatore         |                  |
| 1841     | William Courtenay     | Sir John Yarde-Buller, Bt |                   | Conservatore     | Conservatore         |                  |
| 1849 (S) | Sir Ralph Lopes, Bt   | Sir John Yarde-Buller, Bt |                   | Conservatore     | Conservatore         |                  |
| 1854 (S) | Sir Lawrence Palk, Bt | Sir John Yarde-Buller, Bt |                   | Conservatore     | Conservatore         |                  |
| 1858 (S) | Sir Lawrence Palk, Bt | Samuel Trehawke Kekewich  |                   | Conservatore     | Conservatore         |                  |
| 1868     | Sir Massey Lopes, Bt  | Samuel Trehawke Kekewich  |                   | Conservatore     | Conservatore         |                  |
| 1873 (S) | Sir Massey Lopes, Bt  | John Carpenter Garnier    |                   | Conservatore     | Conservatore         |                  |
| 1884 (S) | Sir Massey Lopes, Bt  | John Tremayne             |                   | Conservatore     | Conservatore         |                  |
|          |                       | 1885                      | Collegio abolito  | Collegio abolito | Collegio abolito     | Collegio abolito |

### Dal 2024
| Elezione | Elezione | Deputato        | Partito             |
| -------- | -------- | --------------- | ------------------- |
|          | 2024     | Caroline Voaden | Liberal Democratici |

## Elezioni

### Elezioni negli anni 2020
| Partito                    | Partito                                    | Candidato                  | Risultati 4 luglio 2024 | Risultati 4 luglio 2024 |
| Partito                    | Partito                                    | Candidato                  | Voti                    | %                       |
| -------------------------- | ------------------------------------------ | -------------------------- | ----------------------- | ----------------------- |
|                            | Lib Dem                                    | Caroline Voaden            | 22 540                  | 46,00                   |
|                            | Conservatore                               | Anthony Mangnall           | 15 413                  | 31,45                   |
|                            | Reform UK                                  | Michael Bagley             | 6 363                   | 12,98                   |
|                            | Laburista                                  | Daniel Steel               | 3 066                   | 6,26                    |
|                            | Verdi                                      | Robert Bagnall             | 1 497                   | 3,05                    |
|                            | Heritage                                   | Becca Collings             | 125                     | 0,26                    |
|                            |                                            |                            |                         |                         |
| Iscritti                   | Iscritti                                   | Iscritti                   | 70 755                  | 100,00                  |
| ↳ Votanti (% su iscritti)  | ↳ Votanti (% su iscritti)                  | ↳ Votanti (% su iscritti)  | 49 004                  | 69,26                   |
| ↳ Astenuti (% su iscritti) | ↳ Astenuti (% su iscritti)                 | ↳ Astenuti (% su iscritti) | 21 751                  | 30,74                   |
|                            |                                            |                            |                         |                         |
|                            | Esito: collegio a Lib Dem (nuovo collegio) |                            |                         |                         |